# Vrbovce (Słowacja)
Vrbovce (węg. Verbóc) – wieś (obec) na Słowacji, w kraju trenczyńskim, w powiecie Myjava.
Pierwsze wzmianki o miejscowości pochodzą z 1394 roku.
Według danych z dnia 31 grudnia 2014, wieś zamieszkiwało 1539 osób, w tym 772 kobiety i 767 mężczyzn.
We wsi znajduje się kościół będący siedzibą senioratu myjavskiego.
W 2001 roku rozkład populacji względem narodowości i przynależności etnicznej wyglądał następująco:
- Słowacy – 96,77%
- Romowie – 0,06%
- Czesi – 2,86%
- pozostali/nie podano – 0,31%,

natomiast w 2011 roku przedstawiał się on tak:
- Słowacy – 95,03%
- Czesi – 2,19%
- Ukraińcy – 0,13%
- Węgrzy – 0,06%
- Morawianie – 0,13%
- pozostali – 0,06%
- nie podano – 2,39%

Ze względu na wyznawaną religię struktura mieszkańców kształtowała się w 2001 roku następująco:
- Katolicy rzymscy – 6,28%
- Ateiści – 4,66%
- Grekokatolicy – 0,12%
- Luteranie – 87,38%
- Świadkowie Jehowy – 0,62%
- nie podano – 0,93%,

natomiast w 2011 roku prezentowała się tak:
- Katolicy rzymscy – 7,17%
- Ateiści – 7,04%
- Prawosławni – 0,06%
- Grekokatolicy – 0,26%
- Luteranie – 77,34%
- Metodyści – 0,39%
- Świadkowie Jehowy – 0,71%
- Kościół Braterski – 0,06%
- Żydzi (Centralny Związek Żydowskich Gmin Wyznaniowych na Słowacji(inne języki)) – 0,06%
- pozostali – 0,45%
- nie podano – 6,46%

We wsi znajduje się stacja kolejowa na trasie linii nr 121 z Nowego Miasta nad Wagiem do Velkej nad Veličkou i dalej po czeskiej stronie pod numerem 343, a także kilka przystanków autobusowych na trasie linii z Myjavy do Chvojnicy. W miejscowości można też przekroczyć granicę z Czechami na drodze nr 499. Przez Vrbovce przebiega również droga nr 500.